# Berg (Ruppichteroth)
Berg ist ein Ortsteil der Gemeinde Ruppichteroth. 

## Geographie
Der Weiler liegt auf der Nutscheid. Nachbarorte sind Kuchem im Norden und Oberlückerath im Osten und Schneppe im Süden. Der Ort ist über die Landesstraße 86 erreichbar.

## Geschichte
1809 hatte der Ort 33 katholische Einwohner.
1901 hatte der Weiler 31 Einwohner. Es gab hier die Familien der Ackerer Joh. Peter Müller, Peter Josef Schmitz und Witwe Joh. Peter Weiand.
1910 waren für Berg die Haushalte Förster Fritz Bußmann und Ackerer Joh. Peter Müller verzeichnet.